# Eddy de Heer
Eddy de Heer (7 oktober 1924 – Leiden, 3 september 2007) was een Nederlandse muziekproducent, componist en tekstschrijver. Hij is vooral bekend als ontdekker van de jongensgroep The Shorts en schrijver van hun nummer 1-hit Comment ça va.
De Heer organiseerde in de jaren zeventig talentenjachten en theatershows voor kinderen. Vanaf 1977 trad de Leidse tienerband De Bliksemafleiders op in de door De Heer georganiseerde shows. De groep zou zich later omdopen tot The Shorts en in 1983 een wereldhit scoren met het door De Heer geschreven nummer Comment ça va dat werd gearrangeerd en geproduceerd door Jack de Nijs.  De Heer stopte vervolgens met zijn productiebureau, om zich toe te leggen op het begeleiden van en schrijven voor The Shorts.
Toen het succes van The Shorts terugliep en de band in 1986 opgeheven werd, startte De Heer samen met zijn zoon Danny de Heer en Shorts-zanger Hans van Vondelen geluidsstudio Short Music in Leiden. In de jaren negentig werd de studio verkocht en ingeruild voor Fendal Sound Studios in Loenen aan de Vecht, waar onder andere artiesten als Grant & Forsyth, Ruth Jacott en Willeke Alberti materiaal opnamen. De leiding over de studio was vooral in handen van zijn zoon. Eddy de Heer componeerde en schreef nog incidenteel. Hij overleed op 82-jarige leeftijd in zijn woonplaats Leiden.
- International Standard Name Identifier: 0000 0000 5830 9845
- MusicBrainz: 035f47ca-677b-4f07-9dec-440026df683b
- Virtual International Authority File: 79607709